# Tariq Hassan
Tariq Hassan (in arabo طارق حسن‎?; Dubai, 18 marzo 1983) è un calciatore emiratino, difensore dell'Al-Wasl e della nazionale emiratina.

## Carriera

### Club
Gioca come terzino sinistro dal 2003 nell'Al-Wasl.

### Nazionale
Ha esordito nella nazionale emiratina nel 2003.